# Johannes van Hildesheim
Johannes von Hildesheim (Hildesheim, ca. 1310-1320 – Coppenbrügge, 5 mei 1375) was een karmeliet en geestelijk auteur. Hij schreef een invloedrijke driekoningenlegende.

## Leven
Johannes studeerde in de Latijnse school te Hildesheim en trad op jonge leeftijd in bij de karmelieten van het Marienauklooster bij Hameln. Na studies in Avignon (1351-1355) ging hij bijbelexegese doceren in Parijs (1358-1361). Hij ging er weg om prior te worden van het karmelietenklooster van Kassel. In 1364 werd hij lector en twee jaar later prior van het karmelietenklooster in Straatsburg. In 1367 ondernam hij een Romereis en ontmoette hij paus Urbanus V. Via Speyer keerde hij terug naar het Marienau-klooster, waarvan hij tot zijn dood prior was.
Hij schreef filosofische, theologische en poëtische geschriften, waaronder de Historia trium regum uit 1364. 

## Historia trium regum
Deze geschiedenis van de drie koningen was een sleuteltekst in de laatmiddeleeuwse legende over dit onderwerp. Johannes van Hildesheim schreef hem waarschijnlijk in opdracht van de Keulse kanunnik Floris van Wevelinghoven, mogelijk in 1364 ter gelegenheid van de tweehonderdste verjaardag van de translatie van de relikwieën van de Drie Koningen naar Keulen, of volgens anderen in 1370. Hij beschreef de achtergrond van de drie koningen en verbond hun verhaal met dat van Pape Jan. Het populaire werk is frequent vertaald, waaronder drie keer in het Middelnederlands (Historien der heiligher drie coninghen). In 1477 verscheen het voor het eerst in druk onder de titel Historia beatissimorum trium regum. Twee jaar later werd in Delft een Middelnederlandse versie op de persen gelegd. Nog in de 18e eeuw was Goethe enthousiast over het boek.

## Publicaties
- De fonte vitae
- De Antichristo
- Contra Judaeos
- Contra quemdam turpia pingentem
- De modernis monstruosis abusionibus
- Defensorium
- Chronicon temporum
- Opus metricum